# Uroleucon arnesense
Uroleucon arnesense är en insektsart som beskrevs av Robinson 1985. Uroleucon arnesense ingår i släktet Uroleucon och familjen långrörsbladlöss. Inga underarter finns listade i Catalogue of Life.